# Canadian National Exhibition

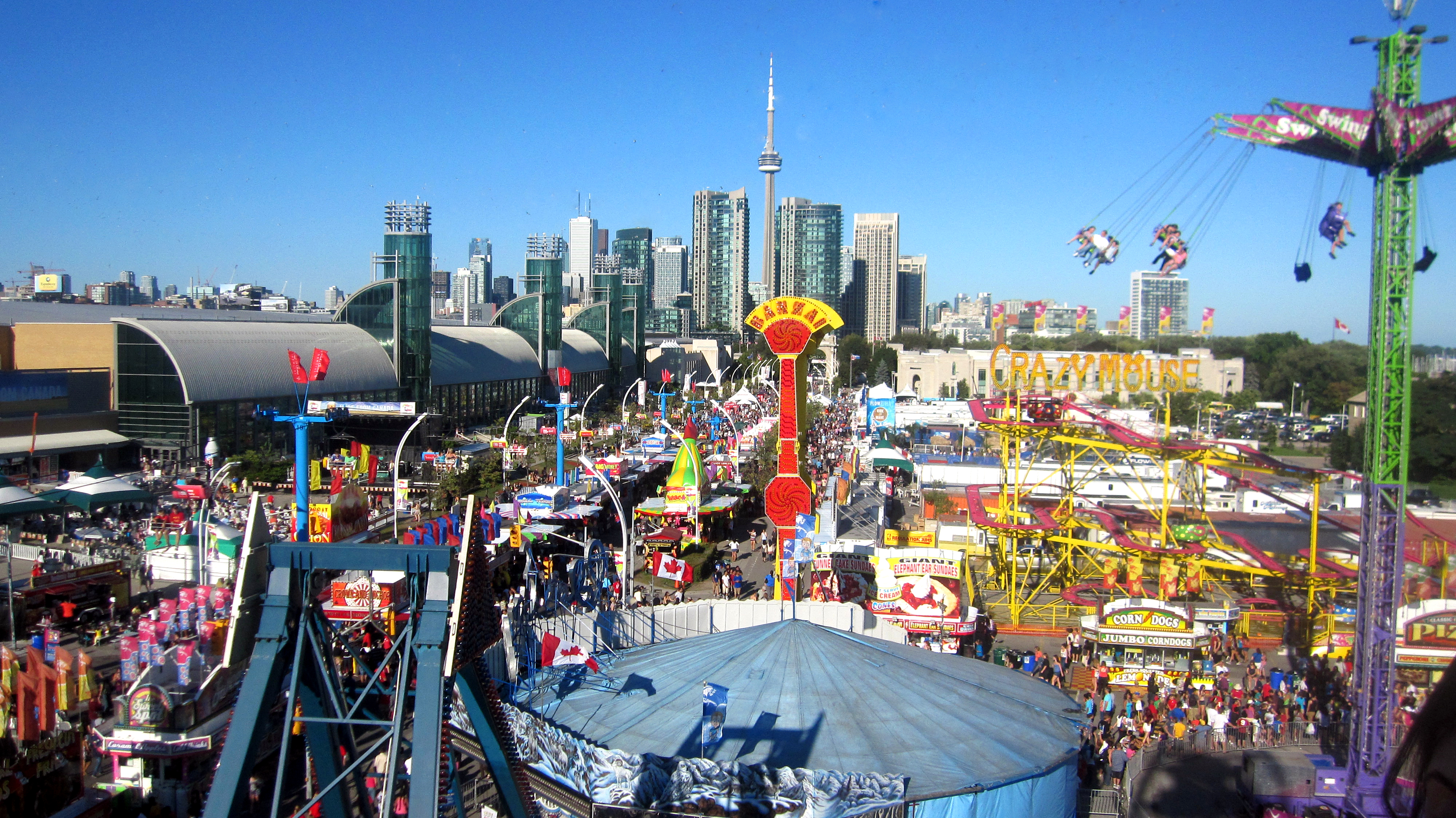
Il CNE del 2012

Il Canadian National Exhibition (CNE), anche conosciuto comeThe Exhibition o The Ex, è un evento annuale che si tiene all'Exhibition Place di Toronto, Ontario, Canada, durante gli ultimi diciotto giorni prima del Labour Day Canadese, il primo lunedì di settembre. Con circa 1,5 milioni di visitatori ogni anno, è la più grande fiera canadese e la sesta più grande del Nord America. Il primo Canadian National Exhibition risale al 1879, principalmente per prlmuovere l'agricoltura e la tecnologia in Canada. Ingegneri e scienziati esposero le loro scoperte e invenzioni al CNE per mostrare il lavoro e il talento della nazione. Man mano che il Canada cresceva come nazione, il CNE riflesse la crescita della diversità e dell'innovazione, sebbene l'agricoltura e la tecnologia rimanessero una parte importante del CNE. Per molte persone nella Greater Toronto Area e nelle comunità circostanti, il CNE è una tradizione familiare annuale.